# Hohenwepel
Hohenwepel ist eine Ortschaft von Warburg im Kreis Höxter, Nordrhein-Westfalen (Deutschland) und liegt 6 km nördlich der Kernstadt.

## Geschichte

### Ur- und Frühgeschichte
Steinzeitliche Funde aus dem 6. Jahrtausend v. Chr. wurden im Jahre 1983 in Hohenwepel gefunden, weitere Funde (Wartberg-Kultur, Bau des Großsteingrabes) belegen, dass Bauern der bandkeramischen Kultur in Hohenwepel um 5000 v. Chr. siedelten. Im Jahre 2011 wurde eine Grabstätte aus linearbandkeramischer Zeit in Hohenwepel gefunden. Die archäologischen Grabungen dieser Fundstelle wurden 2012 begonnen. Für den heutigen Ortsnamen Hohenwepel gibt es folgende historische Bezeichnungen: Welpede, Wepel.

### Ortsgeschichte

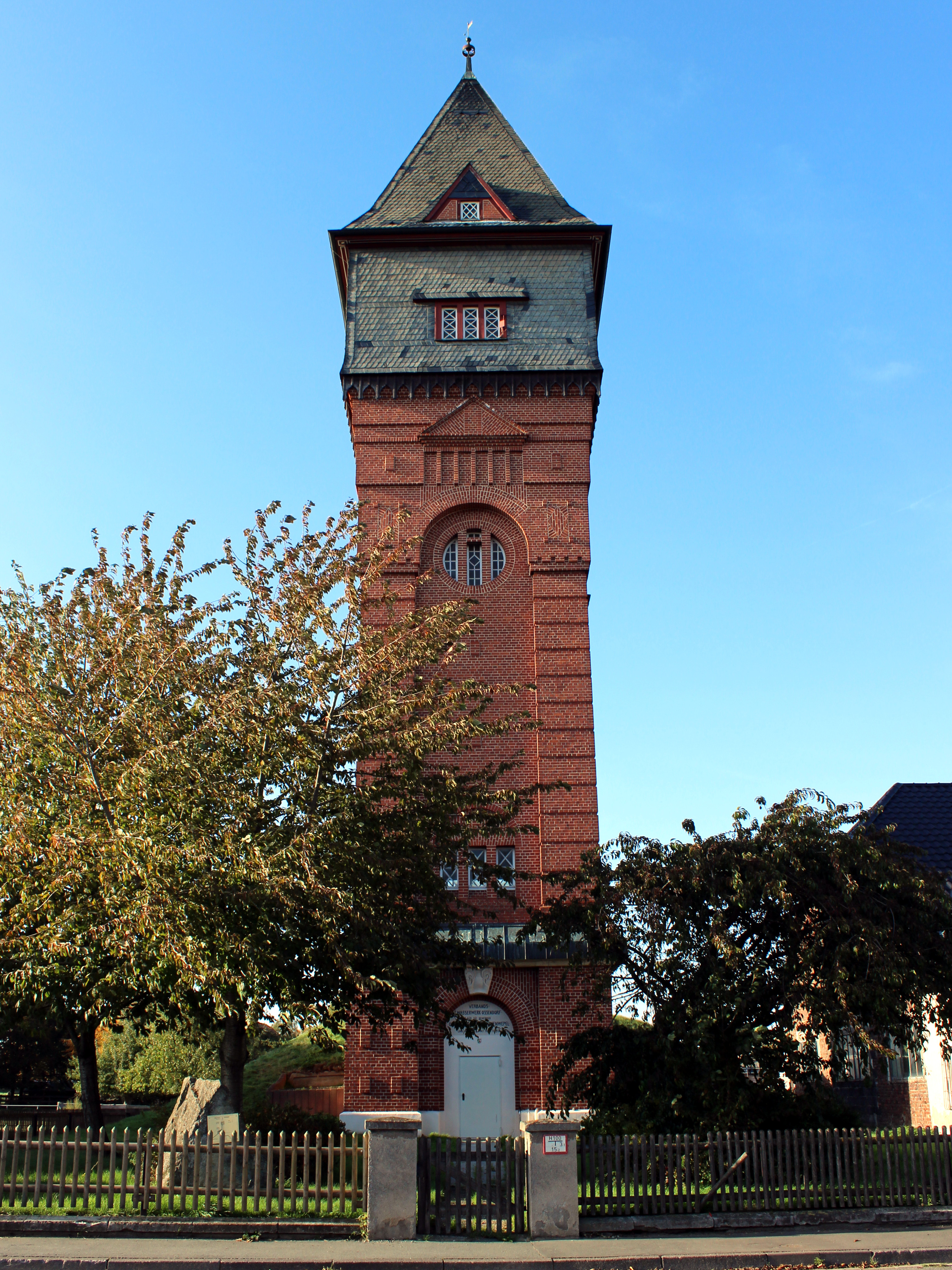
Wasserturm

Schriftlich wird der Ort als Weplitki erstmals im Jahre 1016 in einer Schenkungsurkunde zwischen dem Grafen Dodiko und dem Bischof Meinwerk erwähnt. Damals hatte der Ort fünf Höfe: einen Meierhof, einen Kaiserhof, einen Schünenhof und einen Pagelunenhof (Pflaumen) und einen Krumelhof. Es gab keinen örtlichen Gutsherren. Der Bischof verwaltete das Kirchspiel, zu dem Hohenwepel, Menne und Engar gehörten. Die Margarethenkirche wurde 1418 erstmals erwähnt. Durch Pest und Ruhr wurde der Ort mehrmals in der Geschichte entvölkert. Im Dreißigjährigen Krieg wurde der Ort durch die Truppen von Christian von Braunschweig geplündert und gebrandschatzt. 
Hohenwepel gehörte bis zu den Napoleonischen Kriegen zur Landvogtei Peckelsheim im Hochstift Paderborn. Von 1807 bis 1813 gehörte der Ort zum Kanton Warburg im Departement der Fulda des Königreichs Westphalen. 1816 kam Hohenwepel zum neuen Kreis Warburg in der preußischen Provinz Westfalen, in dem die Gemeinde zum Amt Warburg gehörte, das seit 1932 Amt Warburg-Land hieß. Durch einen Brand wurde der Ort im Jahre 1830 fast zur Hälfte zerstört. Einen weiteren Großbrand gab es im Jahre 1912. 
Wahrzeichen des Ortes sind drei Türme: Die Doppeltürme der Kirche und der 38 m hohe Wasserturm, welcher 1913 errichtet wurde, um die Wasserversorgung des Ortes und der Nachbarorte zu sichern.
Am 1. Januar 1975 wurde Hohenwepel durch das Sauerland/Paderborn-Gesetz in die Stadt Warburg eingemeindet, die gleichzeitig in den Kreis Höxter wechselte.

### Einwohnerentwicklung
| Jahr | Einwohner | Quelle |
| ---- | --------- | ------ |
| 1809 | 248       | [ 7 ]  |
| 1852 | 133       | [ 7 ]  |
| 1925 | 574       | [ 7 ]  |
| 1933 | 600       | [ 7 ]  |
| 1939 | 575       | [ 7 ]  |
| 1961 | 669       | [ 8 ]  |
| 1970 | 658       | [ 8 ]  |
| 1973 | 621       | [ 7 ]  |
| 1974 | 632       | [ 9 ]  |
| 1999 | 670       | [ 7 ]  |
| 2007 | 690       | [ 7 ]  |
| 2020 | 632       | [ 1 ]  |